# ブルーチーズ

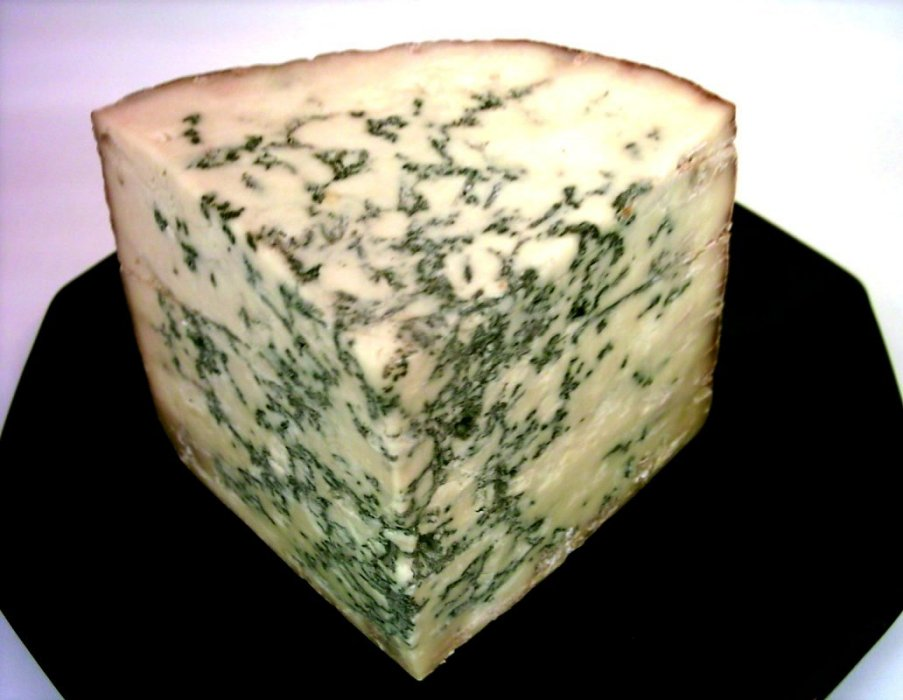
ブルーチーズの一種、スティルトン（イギリス）

ブルーチーズ（英語：blue cheese、フランス語：bleu）は、牛乳もしくは羊乳をもとに作られるチーズの一種であり、アオカビ（青黴）によって熟成を行うナチュラルチーズ。語源は青を表すフランク語の blao という説と、凝固させるという意味のプロヴァンス語 broussa という説がある。
用いられるアオカビはブルーチーズの種類ごとにそれぞれ違う。

## 特徴

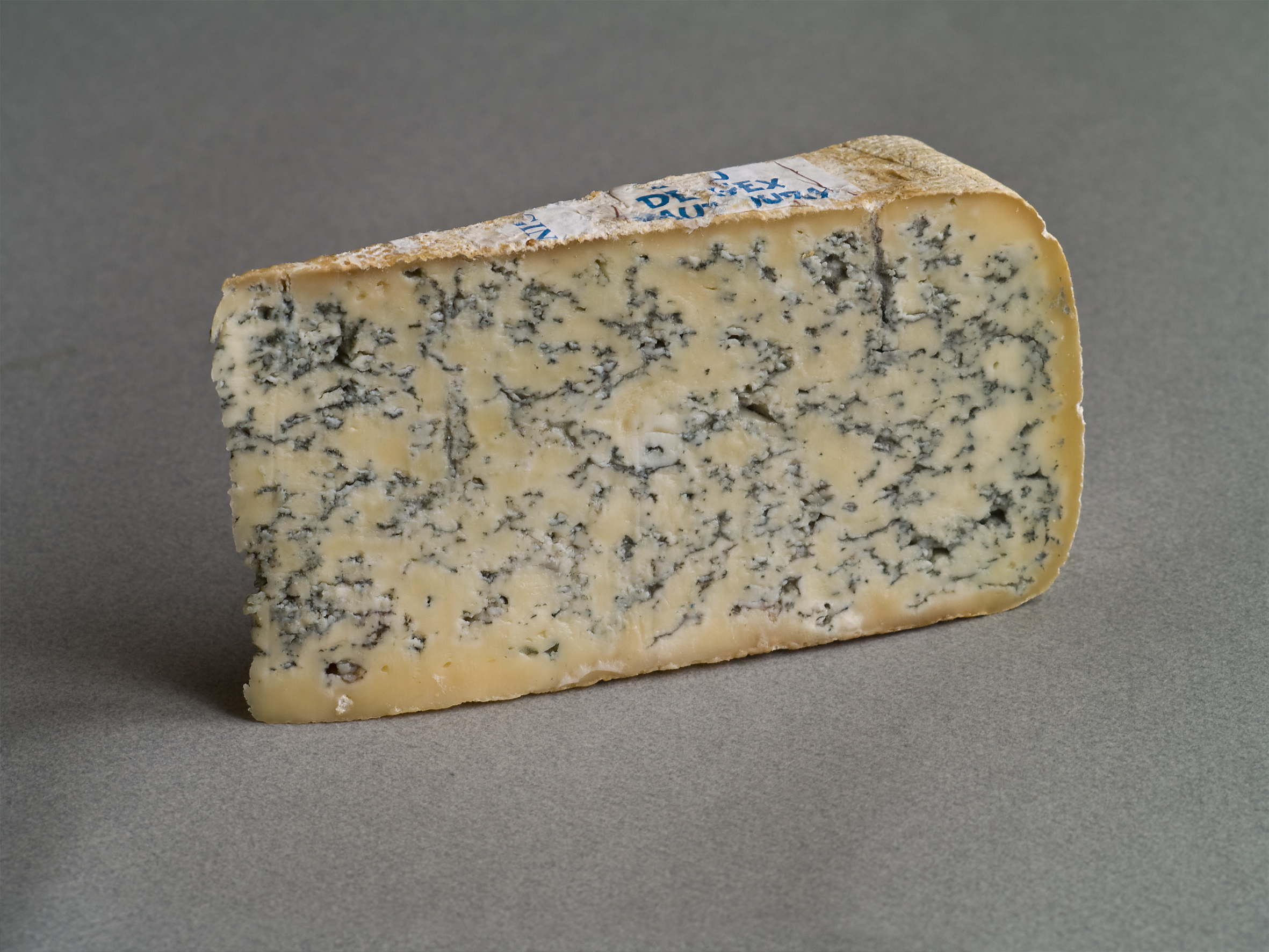
ブルー・ド・ジェックス（Bleu de Gex、フランス・ジュラ県）

カマンベールのようなシロカビ（ペニシリウム・カメンベルティ、Penicillium camemberti）熟成タイプのナチュラルチーズと違い、アオカビ（ゴルゴンゾーラではPenicillium galaucum等、ロックフォール、スティルトンではPenicillium roqueforti）を使い、表面ではなく内部にカビを繁殖させる。
カビの生育のためには空気が必要なので、カード（凝乳）を圧縮したり過熱したりせずに型に入れ、カード片の間の隙間を潰さないようにしてカビの繁殖面をチーズ内部に確保する。
さらに、針などで穴を開けて隙間を作り、空気の流通を図る。
また、一定の塩分濃度も必要なので比較的塩辛く、そのため、そのまま食べる場合にはマスカルポーネ、リコッタといった癖の無いフレッシュチーズや、もしくは、無塩バターを混ぜることもある。

### 代表的ブルーチーズ
ブルーチーズには数多くの種類が存在するが、代表的なものはフランスのロックフォール、イタリアのゴルゴンゾーラ、イングランドのスティルトンであり、これらを日本では俗に「世界三大ブルーチーズ」と呼ぶこともある。
このうち、ロックフォールは羊乳を原料としている。

## ブルーチーズの一覧
国別に分類する。
アメリカ
メイタグ (en:Maytag Blue cheese)
イギリス
シュロップシャー・ブルー
ウェンズリーデール・ブルー
スティルトン
イタリア
ゴルゴンゾーラ
スペイン
カブラレス
ケソ・デ・バルデオン
デンマーク
ダナブルー
ドイツ
カンボゾーラ（ブルー・ブリー）
ノルウェー
ガンメルオスト
フランス
ブルー・デ・コース
ブルー・デュ・ヴェルコール＝サスナージュ
ブルー・ドーヴェルニュ
ブルー・ド・ラクイーユ
フルム・ダンベール
フルム・ド・モンブリゾン
ブレス・ブルー（ブルー・ド・ブレス）
ペルシエ・ド・ラ・オート＝タランテーズ
ペルシエ・ド・ラ・タランテーズ
ペルシエ・ド・ティニュ
ロックフォール
ベルギー
フルム・オ・ソーテルヌ